# 1997-es Formula–1 japán nagydíj
A japán nagydíj volt az 1997-es Formula–1 világbajnokság tizenhatodik futama.

## Futam
Japánban Villeneuve nyolcadik alkalommal indult az első helyről. Az időmérőn a kanadai nem lassított, amikor a sárga zászló volt érvényben, ezért eltiltották a futamtól. A Williams óvást nyújtott be, így Villeneuve elindulhatott a versenyen, amelyen csak az ötödik helyen végzett. Schumacher győzött Frentzen és Irvine előtt. A verseny után a Williams visszavonta az óvást, így Villeneuve-öt diszkvalifikálták. A Williams-Renault bebiztosította a konstruktőri bajnoki címet.
| Helyezés | #  | Versenyző             | Csapat/Motor      | Futott körök | Idő/Kiesés oka       | Rajthely | Pontszám |
| -------- | -- | --------------------- | ----------------- | ------------ | -------------------- | -------- | -------- |
| 1        | 5  | Michael Schumacher    | Ferrari           | 53           | 1:29:48,446          | 2        | 10       |
| 2        | 4  | Heinz-Harald Frentzen | Williams-Renault  | 53           | +1,378               | 6        | 6        |
| 3        | 6  | Eddie Irvine          | Ferrari           | 53           | +26,384              | 3        | 4        |
| 4        | 9  | Mika Häkkinen         | McLaren-Mercedes  | 53           | +27,129              | 4        | 3        |
| 5        | 7  | Jean Alesi            | Benetton-Renault  | 53           | +40,403              | 7        | 2        |
| 6        | 16 | Johnny Herbert        | Sauber-Petronas   | 53           | +41,630              | 8        | 1        |
| 7        | 12 | Giancarlo Fisichella  | Jordan-Peugeot    | 53           | +56,825              | 9        |          |
| 8        | 8  | Gerhard Berger        | Benetton-Renault  | 53           | +1:00,429            | 5        |          |
| 9        | 11 | Ralf Schumacher       | Jordan-Peugeot    | 53           | +1:22,036            | 13       |          |
| 10       | 10 | David Coulthard       | McLaren-Mercedes  | 52           | Motorhiba            | 11       |          |
| 11       | 1  | Damon Hill            | Arrows-Yamaha     | 52           | +1 kör               | 17       |          |
| 12       | 2  | Pedro Diniz           | Arrows-Yamaha     | 52           | +1 kör               | 16       |          |
| 13       | 18 | Jos Verstappen        | Tyrrell-Ford      | 52           | +1 kör               | 21       |          |
| DSQ      | 3  | Jacques Villeneuve    | Williams-Renault  | 53           | Kizárva              | 1        |          |
| Kiesett  | 21 | Tarso Marques         | Minardi-Hart      | 46           | Váltó                | 20       |          |
| Kiesett  | 19 | Mika Salo             | Tyrrell-Ford      | 46           | Motorhiba            | 22       |          |
| Kiesett  | 14 | Olivier Panis         | Prost-Mugen-Honda | 36           | Motorhiba            | 10       |          |
| Kiesett  | 15 | Nakano Sindzsi        | Prost-Mugen-Honda | 22           | Kerékcsapágy         | 15       |          |
| Kiesett  | 20 | Katajama Ukjó         | Minardi-Hart      | 8            | Motorhiba            | 19       |          |
| Kiesett  | 22 | Rubens Barrichello    | Stewart-Ford      | 6            | Kicsúszás            | 12       |          |
| Kiesett  | 23 | Jan Magnussen         | Stewart-Ford      | 3            | Kicsúszás            | 14       |          |
| NI       | 17 | Gianni Morbidelli     | Sauber-Petronas   | 0            | Baleset gyakorláskor | 18       |          |

## A világbajnokság élmezőnyének állása a verseny után
| H  | Versenyzők            | Pont | H  | Konstruktőrök    | Pont |
| -- | --------------------- | ---- | -- | ---------------- | ---- |
| 1. | Michael Schumacher    | 78   | 1. | Williams-Renault | 118  |
| 2. | Jacques Villeneuve    | 77   | 2. | Ferrari          | 100  |
| 3. | Heinz-Harald Frentzen | 41   | 3. | Benetton-Renault | 64   |
| 4. | Jean Alesi            | 36   | 4. | McLaren-Mercedes | 47   |
| 5. | David Coulthard       | 30   | 5. | Jordan-Peugeot   | 33   |

## Statisztikák
Vezető helyen:
- Jacques Villeneuve: 6 (1-2 / 17-20)
- Eddie Irvine: 17 (3-16 / 22-24)
- Heinz-Harald Frentzen: 5 (21 / 34-37)
- Michael Schumacher: 25 (25-33 / 38-53)

Michael Schumacher 27. győzelme, Jacques Villeneuve 12. pole-pozíciója, Heinz-Harald Frentzen 5. leggyorsabb köre.
- Ferrari 113. győzelme.

Gianni Morbidelli utolsó versenye.